# Freixiosa
Freixiosa ist eine Gemeinde (Freguesia) im portugiesischen Kreis Mangualde. In ihr leben 234 Einwohner (Stand 19. April 2021).